# Vir bonus

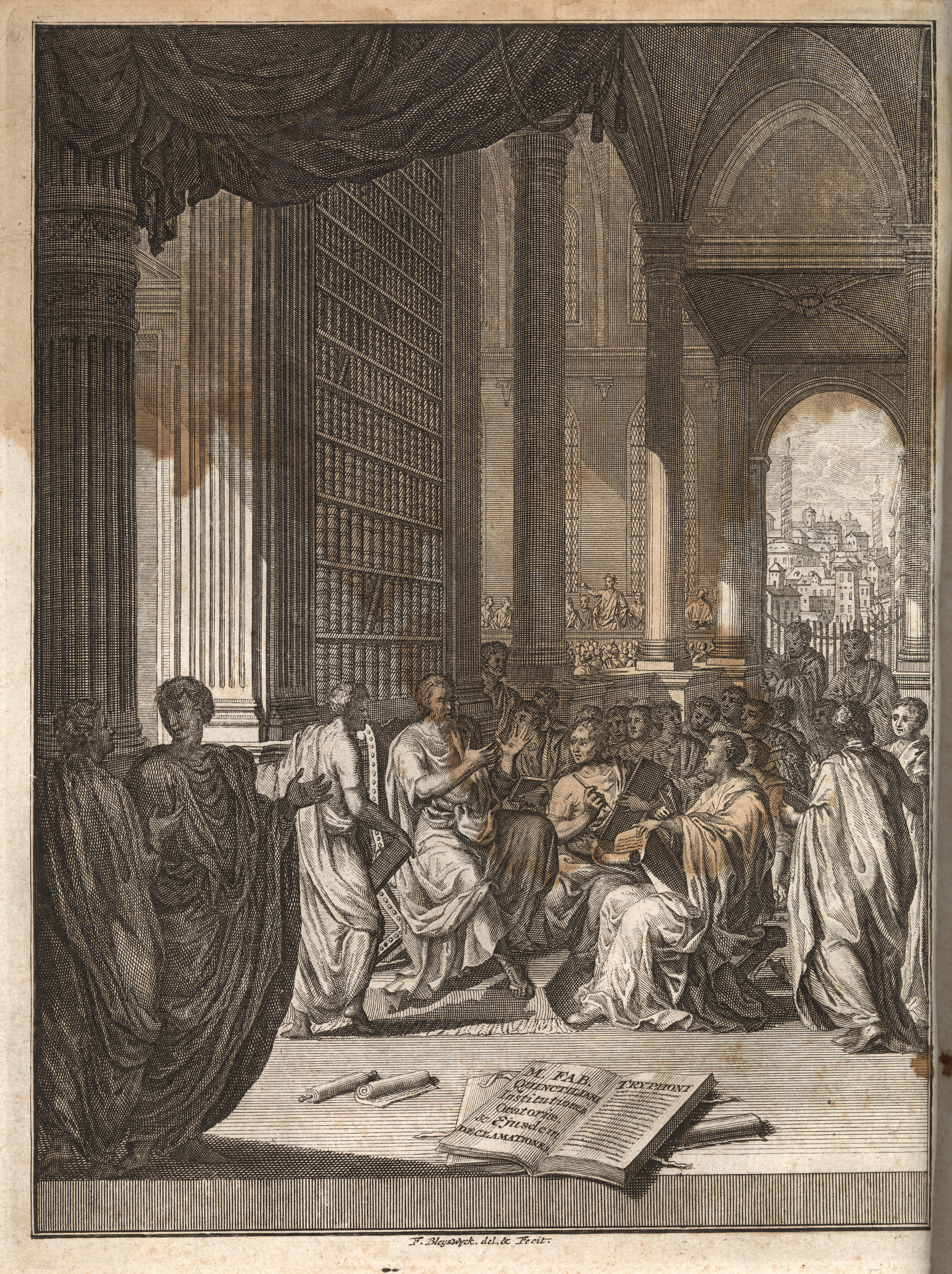
Frontespis på en utgåva av Institutio Oratoria från 1720, som visar Quintilianus undervisa i retorik

Vir Bonus, även Vir bonus dicendi peritus, (sv.) "En god människa (man), skolad i talekonsten", är en fras på latin myntad av Cato den äldre, senare beskriven och definierad av Marcus Fabius Quintilianus och som är starkt kopplad till den Aristoteliska tanken om retorisk trovärdighet, Pistis.

## Definition
Begreppet myntades av Cato och syftar till att det inte bara räcker för en god talare att vara en tekniskt kunnig orator utan också allmänbildad och en samhällsfrämjande och moraliskt god man. Det vill säga en man som även behärskar och har god uppfattning om allehanda ämnen och kunskaper och som är en god man med en hög moral och etiskt felfri.  Quintilianus tar uttrycket vidare i sin beskrivning av den fulländade talaren som "en man i sin fulla sociala kapacitet och en som har bevisat sig vara värdefull för sitt samhälle." I sina beskrivningar syftar både Cato och Quintilianus på alla de egenskaper som utgör en god och fullrättigad samhällsmedborgare. Och även i sina ordval hänvisar de till specifikt manliga egenskaper snarare än allmänna, Vir > Virilitet.

## Historik

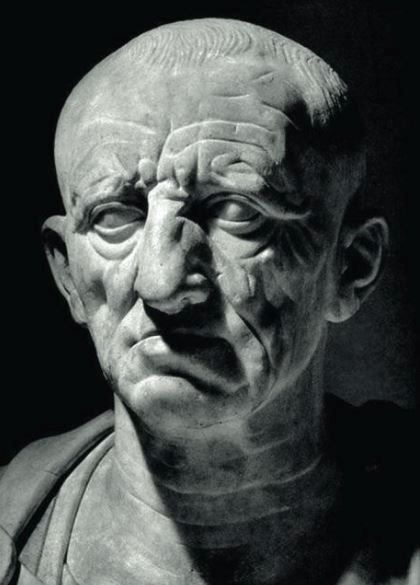
Cato den äldre.

Quintilianus nämns ofta felaktigt som upphovsmannen till uttrycket Vir bonus dicendi peritus, kanske helt enkelt på grund av att hans texter har överlevt tidens tand i bättre skick. Men i sin egen text Institutio Oratoria citerar han Cato som upphovsman. Originalet från Cato har endast överlevt som ett fragment av ett brev till hans son Marcus. "Orator est, Marce fili, vir bonus dicendi peritus" - "En talare, min son Marcus, är en god man skolad i talekonsten" 

### Sidnot
Kvinnor var medvetet undantagna från att kunna vara oratorer i både Catos och Quintilianus beskrivning av Vir Bonus. Detta då de inte kunde vara varken medborgare i Rom eller ha de manliga egenskaper som krävs. Detta utesluter inte användandet av Vir Bonus i dagens retoriska situation och samhälle då vi tillskriver andra krav och definitioner på yttrandefrihet, men det kan vara bra att vara medveten om vid eventuell användning.

## Plats i retoriken
Vir bonus dicendi peritus är som tidigare nämnt starkt kopplat till retorisk trovärdighet, pistis. 
Quintilianus beskriver att man inte kan tillskriva intelligens (och därmed inte trovärdighet, fronesis) till de människor som erbjuds dygdens och syndens vägar och som sedan väljer den senare - inte heller klokhet kan tillskrivas - eftersom på grund av osäkerheten i utfallet hos vissa händelser blir de på grund av sina egna handlingar så småningom avslöjade för allmänheten, och därmed förlorar de den trovärdighet som de byggt upp på falska grunder. 
Quintilianus tar sedan upp ett filosofiskt ordspråk för att ge extra styrka till både sin definition och sitt argument "ingen är ond, såvida han inte också är olärd". Det vill säga att om detta är sant så är det säkert att en olärd man aldrig kommer att bli en trovärdig talare.
Quintilianus beskriver implikationerna av sin egen text såhär: 
Inte bara säger jag att en talare måste vara en god man, utan att han inte kan vara en talare om han inte är en god man.

## Implikationer för en orator
- Talare och vidare samhällsrepresentanter så som politiker blir moraliskt skyldiga gentemot samhället i allt de säger och gör inte bara deras direkt offentliga handlingar
- Mycket höga kunskapskrav
- Total dedikation till ämnet